# Хацуми, Масааки
Масааки Хацуми (яп. 初見良昭 Хацуми Масааки, род. 2 декабря 1931 года) — японский преподаватель ниндзюцу. Обучался у Тосицугу Такамацу. Является 34-м, действующим сокэ школы Тогакурэ-рю ниндзюцу. После смерти Тосицугу Такамацу, желая сохранить память о своём учителе Хацуми создаёт собственную школу нинзюцу «Будзинкан», что в переводе с японского означает «Дворец Божественного Воина». Сейчас Масааки Хацуми ведёт обучение в Японии.

## Награды
- 1986 – инструктор года по версии журнала Black Belt[4].
- 1994 – титул рыцаря от правительства Германии[4][5].
- 2000 – Международная премия в области культуры, Ассоциация содействия культуре Японии[4][6].
- 2001 – Премия за достижения в жизни, Зал славы боевых искусств США[7].
- 2013 – зачислен в Голландский национальный зал славы CBME[8].

## Публикации
- Masaaki Hatsumi. The Complete Ninja: The Secret World Revealed. — Kodansha International, 2014. — ISBN ISBN 978-1568365473.
- Masaaki Hatsumi. The Essence of Budo, The Secret Teachings of the Grandmaster. — Kodansha International, 2011. — ISBN 978-4-7700-3107-5.
- Masaaki Hatsumi. Unarmed Fighting Techniques of the Samurai. — Kodansha International, 2008. — ISBN 978-4-7700-3059-7.
- Masaaki Hatsumi. Japanese Sword Fighting. — Kodansha International, 2006. — ISBN 978-4-7700-2198-4.
- Masaaki Hatsumi. Advanced Stick Fighting. — Kodansha International, 2005. — ISBN 978-4-7700-2996-6.
- Masaaki Hatsumi. The Way of the Ninja. — Kodansha International, 2004. — ISBN 978-4-7700-2805-1.
- Masaaki Hatsumi. Ninpo: Wisdom for Life. — Kihon Press, 1999. — ISBN 978-1-58776-206-2.
- Masaaki Hatsumi. Essence of Ninjutsu. The Nine Traditions. — Contemporary Books, 1988. — ISBN 0-8092-4724-0.
- Masaaki Hatsumi, Quintin Chambers. Stick Fighting. — Kodansha International, 1981. — ISBN 978-0-87011-475-5.